# Erenice Guerra

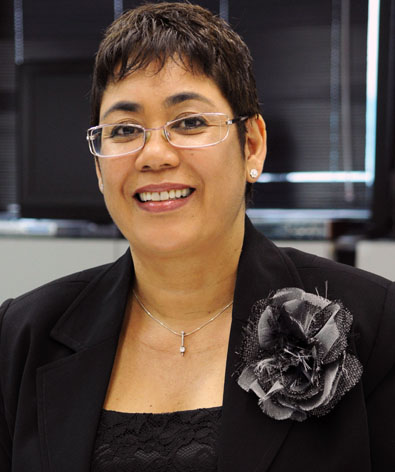
Retrato de Erenice Alves Guerra

Erenice Alves Guerra (n. 15 de febrero de 1959) fue la 41 º Jefa de Gabinete de la Presidencia de la República de Brasil. Nació en Brasilia y es licenciada en derecho, especializado en Derecho Sanitario.
Fue Jefa del Estado Mayor en la Secretaría de Seguridad Pública del Distrito Federal del Gobierno (GDF) y gerente general del Metro de Brasilia. También fue jefa del departamento legal de la Sociedad de Brasilia de Transporte Colectivo (TCB).
A nivel de administración federal, fue directora de Eletronorte, la Procuradora General de la Escuela Nacional de Administración Pública (ENAP), Consejera Jurídico del Ministerio de Minas y Energía (MME) y consultora de la Organización de las Naciones Unidas, la Ciencia y la Cultura (UNESCO) en el Ministerio de Salud. También trabajó en el consejo de la Cámara de Diputados de Brasil.
Erenice fue asesora en Petrobras y la Compañía Hidroeléctrica de São Francisco (Chesf). Actualmente es miembro de la junta directiva del Banco Nacional de Desarrollo de Brasil (BNDES).
De 2005 a 2010 ocupó el cargo de Secretaria Ejecutivo de la Presidencia de la República.